# Karlinko
Karlinko [karˈlinkɔ] là một ngôi làng thuộc khu hành chính của Gmina Karlino, thuộc quận Białogard, West Pomeranian Voivodeship, ở phía tây bắc Ba Lan. Nó nằm khoảng 4 kilômét (2 mi) phía đông bắc của Karlino, 9 km (6 mi) về phía tây bắc của Białogard và 114 km (71 mi) về phía đông bắc của thủ đô khu vực Szczecin.
Trước năm 1945, khu vực này là một phần của Đức. Đối với lịch sử của khu vực, xem Lịch sử của Pomerania.